# Civitate
Civitate (łac. Dioecesis Civitatensis) – stolica historycznej diecezji w Italii erygowanej ok. roku 1060, a włączonej w roku 1580 w skład diecezji San Severo.
Współczesne miasto San Paolo di Civitate w prowincji Foggia we Włoszech. Obecnie katolickie biskupstwo tytularne ustanowione w 1968 przez papieża Pawła VI.

## Biskupi tytularni
| Lp. | Biskup                                   | Funkcja                                   | Od               | Do                |
| --- | ---------------------------------------- | ----------------------------------------- | ---------------- | ----------------- |
| 1   | Martin Michael Johnson                   | emerytowany arcybiskup Vancouver (Kanada) | 8 stycznia 1969  | 23 listopada 1970 |
| 2   | Juan Alfredo Arzube                      | biskup pomocniczy Los Angeles (USA)       | 9 lutego 1971    | 25 grudnia 2007   |
| 3   | Juan Ignacio Arrieta Ochoa de Chinchetru | urzędnik Kurii Rzymskiej                  | 12 kwietnia 2008 |                   |